# Tugonica
 Tugonica  falu Horvátországban Krapina-Zagorje megyében. Közigazgatásilag Máriabesztercéhez tartozik.

## Fekvése
Zágrábtól 26 km-re északkeletre, községközpontjától 3 km-re északnyugatra a megye keleti részén, a Horvát Zagorje területén fekszik.

## Története
Szent Rókus tiszteletére szentelt kápolnáját 1672-ben említik először, 1878-ban megújították, ekkor nyerte el mai formáját.
A településnek 1857-ben 377, 1910-ben 750 lakosa volt. Trianonig Zágráb vármegye Stubicai járásához tartozott. 2001-ben 661 lakosa volt.

## Nevezetességei
Szent Rókus kápolnáját mai formájában 1878-ban építették. Egyszerűen megtervezett épület, amely egy téglalap alakú hajóból áll, amelyhez egy sekély háromoldalú szentély kapcsolódik. A jellegzetesen magas külsejű épületet egy sokszögű torony hangsúlyozza. Az 1727-ben a régebbi helyén épített kápolnát a historizmus jegyében 1877-78-ban Hermann Bollé tervei szerint építették át. Ebből az alkalomból a régi tornyot, mennyezetet és tetőt lebontották, az egész kápolnát pedig megemelték, valamint új homlokzatot és tornyot kapott. A kápolna építészetileg arról tanúskodik, hogy a régi építészeti elemeket a 19. század végének neo stílusához igazították. A kápolna Zagorjének ezen részén a főút mentén elfoglalt helyével az alföldi jellegű táj egyik legfontosabb ékköve.

## Külső hivatkozások
Máriabeszterce község honlapja